# Gonda István (színművész)
Gonda István, Gonda István László (Szeged, 1882. január 4. – Budapest, Józsefváros, 1954. február 6.) színész, díszlettervező.

## Életútja
Szülei Gonda László és Czirok Róza színészek. Érettségi után a Színművészeti Akadémiát sikerrel végezte el, majd 1902-ben kapta első szerződését Nádassy József pécsi színtársulatához, onnan pedig Szendrey Mihályhoz, akivel Sopronban, Pozsonyban és Fiuméban működött. Öt évet töltött a vidéken mint naturbus- és szerelmes-színész, onnan a fővárosba került, előbb Sziklay Kornél Kis Színházához. Később pedig Nagy Endrénél a Modern Színház-Kabaré tagja lett és mindkét helyen kitűnt ügyes kasírozó-képességével, de egyúttal mint díszlettervező és festő is elismert névre tett szert.
1919–20-ban a Muskátli Kabaré szcenikai vezetője volt. Később meghívást kapott a Nemzeti Színházhoz mint szcenikus; a Vígszínház és a Fővárosi Operettszínház is foglalkoztatta ebbeli minőségében. 1910. szeptember 6-án Budapesten, a Terézvárosban házasságot kötött a nála hat évvel fiatalabb, görögkeleti vallású Drumei Annával.